# Orbit (motorfietsmerk)
Orbit is een historisch merk van motorfietsen.
De bedrijfsnaam was Orbit Motors Ltd., Wolverhampton
Dit Britse merk werd opgericht door A.J. Dorsett, die al bekend was van Dorsett, Ford & Mee Engingeering (oftewel het merk Diamond). Hij had ook de gemotoriseerde fiets van Omega ontworpen.
Bij Orbit werden motorfietsen geproduceerd van 1913 tot 1924.
De eerste machine met de naam Orbit was verscheen in 1913. Aanvankelijk werden slechts kleine aantallen gemaakt en bij het uitbreken van de Eerste Wereldoorlog kwam de productie zelfs vrijwel stil te liggen. In 1919 steeg de productie sterk. Men bouwde toen een nieuwe 250 cc tweetakt met een eigen motorblok. Dit model had riemaandrijving en kostte 50 Pond. In 1923 kwam er een 265 cc tweetaktmodel met een Burman-drieversnellingsbak en kettingaandrijving, dat echter ook leverbaar was met een 350 cc Blackburne kopklepmotor of een oliegekoelde 350 cc Bradshaw motor. Het model met oliekoeling kostte 60 Pond. Het laatste model uit 1924 was de TS 12, die was uitgevoerd met de gepatenteerde "Phillipson Gear". Deze bestond uit een primaire aandrijving met een riem, die over twee poelies liep. Deze konden uit elkaar getrokken worden, zoals bij de latere variomatic, waardoor er twaalf versnellingen beschikbaar waren. De secundaire aandrijving verliep via een ketting. Hoewel de machine niet duur was (45 Pond), viel de verkoop tegen en nog in hetzelfde jaar beëindigde Orbit de productie van motorfietsen.